# تریوگا
تریوگا (به لاتین: Triyuga) یک شهر در نپال است که در بخش یودایاپور واقع شده‌است. تریوگا ۵۴۷٫۴۳ کیلومتر مربع مساحت و ۸۷٬۵۵۷ نفر جمعیت دارد.